# Годфрид Бамес
Готфрид Бамес (на немски: Gottfried Bammes) е германски учен, художник и преподавател.

## Биография
Роден е на 26 април 1920 година във Фрайтал, Германия. Работи като учител по изобразително изкуство в Академията за изящни изкуства в Дрезден.
Бамес е плодовит писател и художник, смятан за майстор на живописта. Неговият учебник по пластична анатомия „Човешкото тяло“ днес е стандарт и се изучава в много училища по изкуства. Една от най-популярните му работи е „Голият човек“ (на немски: Der nackte Mensch) (1969).
През 1974 получава Националната награда на Германия за наука и технологии, а през 2000 – наградата за култура и изкуство на град Фрайтал.
Умира на 14 май 2007 година в Дрезден на 87-годишна възраст.

## Публикации
- Didaktische Hilfsmittel im Lehrfach Plastische Anatomie (дисертация), 1957;
- Neue Grundlagen einer Methodik des Lehrfaches Plastische Anatomie (хабилитация), 1959;
- Die Gestalt des Menschen, 1964;
- Der nackte Mensch, 1969;
- Das zeichnerische Aktstudium, 1970;
- Die Gestalt des Menschen, 1974;
- Der Akt in der Kunst, 1975;
- Die Gestalt des Tieres, 1975;
- Figürliches Gestalten, 1978;
- Sehen und verstehen, 1985;
- Wir zeichnen den Menschen – издаден и като Menschen zeichnen, 1989;
- Studien zur Gestalt des Menschen, 1990;
- Große Tieranatomie, 1991;
- Akt, 1992;
- Arbeitsbuch zur Künstleranatomie, 1993;
- Körper und Gewand, 1997;
- Tiere zeichnen, 2001;
- Künstleranatomie und bildnerischer Ausdruck, 2003;
- Landschaften, 2004;
- Die neue große Zeichenschule, 2005;
- Bildnerische Freiheit, 2005;
- Zeichnen, Menschen und Tiere, 2005.